# Bottnen
Bottnen är en sjö i Askersunds kommun i Närke och ingår i Motala ströms huvudavrinningsområde. Sjöns area är 0,182 kvadratkilometer och den är belägen 123,3 meter över havet.